# Песъчинки
„Песъчинки“ (на английски: The Sand Pebbles) е американски епичен военен филм от 1966 г., режисиран от Робърт Уайз в Панавижън. Разказва историята на независим и непокорен помощник-капитан от ВМС на САЩ на борда на измислената речна канонерка USS San Pablo, патрулираща по Яндзъ през 1920 г. в Китай.
Във филма участват Стийв Маккуин, Ричард Атънбъро, Ричард Крена и Кандис Бъргън, а Мако Ивамацу, Саймън Оукланд, Лари Гейтс и Мараят Андриан изпълняват поддържащи роли. Робърт Андерсън адаптира сценария от едноименния роман на Ричард Макена от 1962 г.
„Песъчинки“ има критичен и търговски успех по време на излизането си. Филмът е номиниран за осем награди „Оскар“, включително за най-добър актьор за Стийв Маккуин, единствената му номинация за Оскар, и осем номинации за награди „Златен глобус“, като Атънбъро печели Златен глобус за най-добра поддържаща мъжка роля.

### Финансови резултати
„Песъчинки“ става четвъртият най-касов филм за 1966 г. Според отчетите на „Фокс“ филмът е трябвало да спечели 21 200 000 щатски долара от отдаване под наем, за да излезе на печалба, а до декември 1970 г. реализира само 20 600 000 щатски долара. През септември 1970 г. студиото записва загуба от 895 000 долара от филма.